# Les Cactées
Les Cactées (abreviado Cactées) es un libro ilustrado con descripciones botánicas que fue escrito  por Charles Lemaire. Se publicó en París en el año 1868, con el nombre de Les Cactees Histoire, Patrie Organes de Vegetation, Inflorescence Culture, etc. Paris.